# Najib Ammari
Pour les articles homonymes, voir Ammari.
Najib Ammari, né le 10 avril 1992 à Marseille, est un footballeur algérien évoluant au poste de milieu offensif.

## Carrière
Najib Ammari évolue dans des clubs locaux de la ville de Marseille avant de rejoindre l'Olympique de Marseille avec lequel il est sacré champion de France des moins de 16 ans en 2009. Il est sélectionné pour participer à la Coupe du monde des moins de 17 ans 2009 organisée au Nigeria. 
Il signe à l'été 2012 son premier contrat professionnel avec l'OM, puis est prêté pour la saison 2012-2013 au FC Rouen qui évolue en National.
Il rejoint en 2013 le championnat bulgare, évoluant au Chernomorets Burgas. Il inscrit six buts en première division bulgare avec cette équipe. Il ne finit pas la saison en Bulgarie, étant transféré en février 2014 au CFR Cluj.
Libre de tout contrat, il signe pour deux ans au Levski Sofia en septembre 2014. En février 2015, il rejoint la Serie B et l'Unione Sportiva Latina avec lequel il signe un contrat courant jusqu'en 2017.
Alors qu'un prêt au Chievo Vérone se dessine, Najib Ammari décide de signer un contrat de deux ans avec le Virtus Entella le 31 août 2016.
Il devient en 2017 joueur du Spezia Calcio. Il évolue ensuite en Roumanie à partir de 2019, au FC Dunărea Călărași ainsi qu'au FC Viitorul Constanța, puis au club saoudien du Damac FC en 2020 et au club italien de l'US Viterbese 1908 lors de la première moitié de l'année 2021.
Il rejoint en octobre 2021 le CR Belouizdad.